# ミサ曲第4番 (シューベルト)

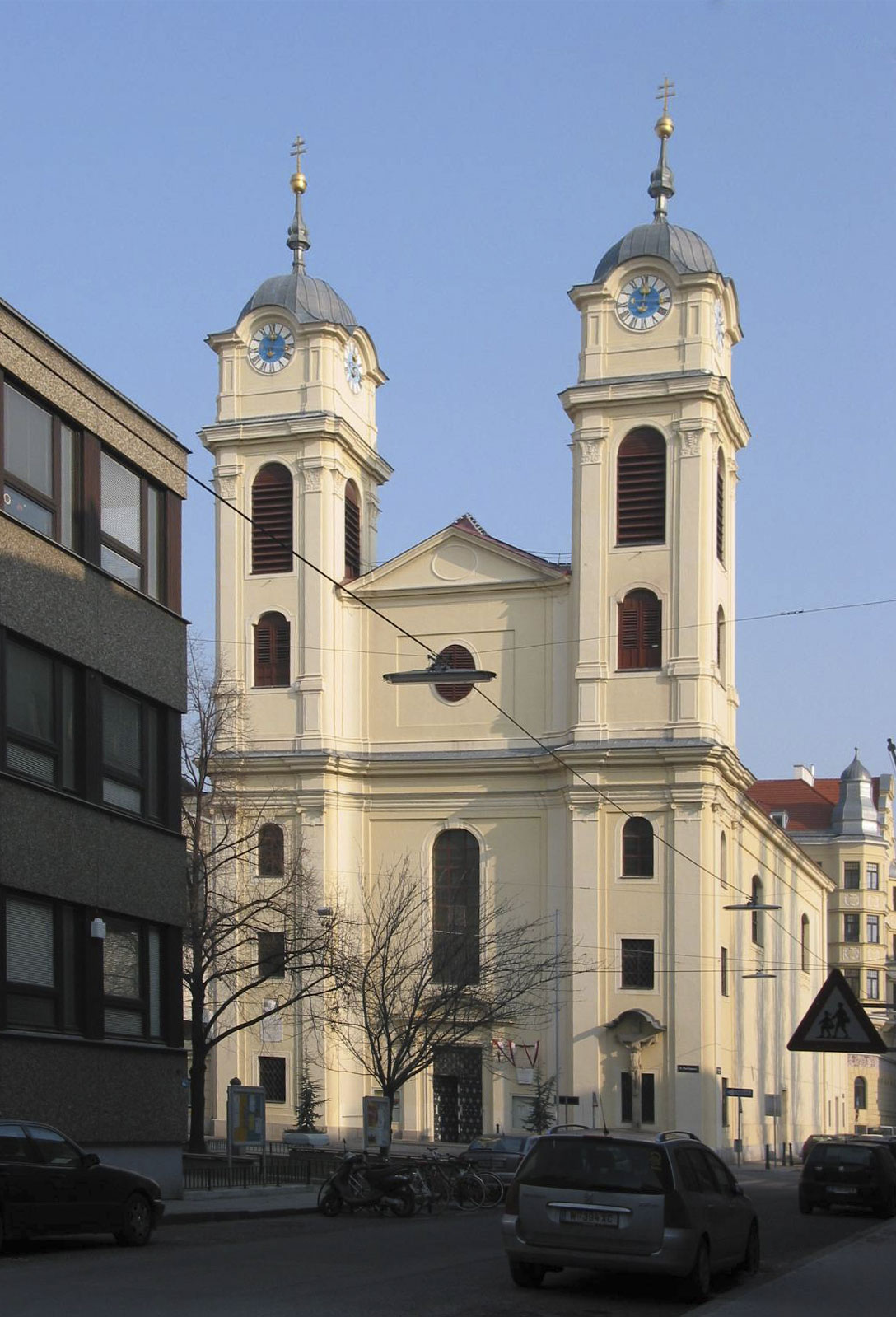
リヒテンタール教区教会。

ミサ曲第4番 ハ長調 D452 は、フランツ・シューベルトが1816年に作曲したミサ曲。ミサ・ソレムニスに分類される。

## 概要

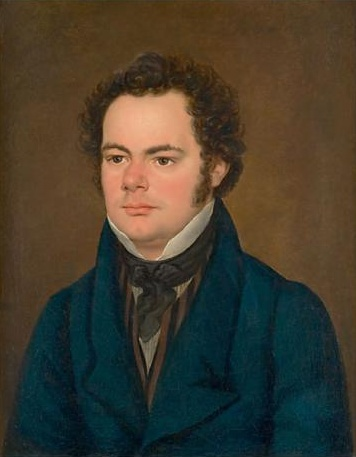
シューベルトの肖像。フランツ・アイブル画。1827年

作曲は、1816年の6月から7月にかけて進められ、夏の終わりもしくは秋のはじめにリヒテンタール教区教会で行われた初演は好評だった。作曲者のこれまでのミサ曲同様、ソプラノソロはテレーゼ・グロープの声を念頭に書かれている。
このミサ曲はシューベルトの作品の中でも、とりわけその原曲の軽量化された管弦楽法（ザルツブルク式教会トリオ）と、「耳当たりの軽さ」にモーツァルトの影響を見せている。同時期のシューベルトの日記からは彼がモーツァルトのミサ・ブレヴィス、及び同じくザルツブルクの作曲家であるミヒャエル・ハイドンに関心を持っていたことが確認できる。
シューベルトは以降の上演のために本作に度重なる改訂を施した。1825年のウィーンのウルリヒ教会での演奏に際しては、2つのオーボエまたはクラリネット、2つのトランペット、ティンパニを全てアドリブのパートとして追加している。死の7週間前にあたる1828年には再度の見直しを行い、それまでおかれていたソプラノ独唱に代えて合唱によるベネディクトゥス（D961）を据えた。グロープのような質の高い独唱者が見つからなかった場合の演奏を予期した措置だったと思われる。
このミサ曲といくつかの小規模教会用作品はアントン・ディアベリへ売却されて1825年に出版された。本作がシューベルトの生前に出版された唯一のミサ曲となった。出版に際して献辞が掲げられ、相手はヒリテンタール教会のオルガニストであり合唱指揮者、シューベルトにオルガン、歌唱、数字付き低音や対位法を指導したミヒャエル・ホルツァーであった。

## 編成
オリジナルの編成はソプラノ、アルト、テノール、バス独唱、混声合唱、ヴァイオリン2部、通奏低音（チェロ、コントラバス、オルガン）。

## 楽曲構成
全6曲から構成される。演奏時間は約23分。注釈は特に断りのない限りD452に対するもの。
1. キリエ アンダンテ・コン・モート ハ長調 4/4拍子
2. グローリア アレグロ・ヴィヴァーチェ ハ長調 4/4拍子
3. クレド アレグロ ハ長調 3/4拍子
Et incarnatus est アダージョ・モルト ニ短調 2/2拍子
シューベルトはクレドの特定の節を省くことを習慣としていたが、このミサ曲では「ex Maria Virgine」（処女マリアの）という語句だけを除くという一般的でない省略を行っている[3]。
Et resurrexit アレグロ ハ長調 3/4拍子
4. サンクトゥス アダージョ ハ長調 4/4拍子
Osanna in excelsis アレグロ・ヴィヴァーチェ ハ長調 4/4拍子
5. ベネディクトゥス アンダンテ ヘ長調 2/4拍子; ソプラノ独唱
Osanna in excelsis アレグロ・ヴィヴァーチェ ハ長調 4/4拍子
Benedictus （D961） モデラート イ短調 2/2拍子; 合唱
Osanna in excelsis アレグロ・ヴィヴァーチェ ハ長調 4/4拍子
6. アニュス・デイ アダージョ ハ長調 4/4拍子
Dona nobis pacem アレグロ・ヴィヴァーチェ ハ長調 3/4拍子